# Großmufti von Albanien
Großmufti von Albanien (albanisch Kryemyftiu) war  die Bezeichnung für den Mufti, der für die Führung des obersten religiösen Amtes der Muslime von Albanien verantwortlich war.  Das Amt wurde 2014 abgeschafft.
Der Amtssitz des Großmuftis war die Hauptstadt Tirana. Der Großmufti war bis dahin zugleich der Vorsitzende der sunnitischen Muslimischen Gemeinschaft Albaniens, die 1920 gegründet wurde. Seither wird die Muslimische Gemeinschaft Albaniens durch einen Vorsitzenden geleitet.
Während der  kommunistischen Diktatur wurden die Aktivitäten des Muftiamts streng reguliert und überwacht, nach Ausrufung der Sozialistischen Volksrepublik Albanien zum ersten atheistischen Staat der Welt im Jahr 1967 wurde das Muftiat unter Diktator Enver Hoxha abgeschafft. Erst 1991 wurde es in der Bleimoschee von Shkodra wiedererrichtet.
Die Großmuftis waren:
- Haxhi Vehbi Dibra, von 1920 bis 1929
- Behexhet Shapati, von 1929 bis 1942
- Hafiz Sherif Lëngu, von 1942 bis 1945
- Hafiz Musa Ali Basha, von 1945 bis 1954
- Hafiz Sulejman Myrta, von 1954 bis 1966
- Esat Myftija, von 1966 bis 1967
- Haxhi Hafiz Sabri Koçi, von 1991 bis 2004
- Haxhi Selim Muça, von 2004 bis 2014